# ボン
ボン（独: Bonn）は、ドイツ連邦共和国の都市である。首都機能をベルリンと分掌する「連邦都市」で、ドイツ北西部のノルトライン＝ヴェストファーレン州の南端、ライン川西岸に位置し、2,000年の歴史を有している。
人口は335,975人で、約176か国からの移民背景を持つ102,761人が住んでおり、そのうち60,193人が外国籍である。移民元の上位はシリア(9.2%)、トルコ(8.0%)で、ポーランド(6.7%)、モロッコ(5.8%)がそれに続く。市民の31.3%がカトリック、17.7%がプロテスタント、11.2%がイスラム教徒としている。就労人口は183,450人で、そのうち第三次産業の従事者が92.8%を占める。

## 交通
空路経由
フランクフルト空港から郊外のジークブルク/ボン駅に停車するインターシティ＝エクスプレス（ICE）の超特急列車がある。その所要時間は38分だが、ボン市街地にあるボン中央駅までは、ジークブルク/ボン駅から軌道車に乗り換え、さらに25分掛かる。フランクフルト・ハーン空港は、高速道路経由で1時間25分の距離にある。ケルン/ボン空港からボン市街地にあるボン中央駅へは、所要20分の高速バスが利用できる。
鉄路経由
郊外のジークブルク/ボン駅と市街地にあるボン中央駅は、欧州各都市を結ぶ長距離列車の停車駅である。乗り換えがない直通列車に限ると、ジークブルク/ボン駅へはフランクフルト空港、ミュンヘンなどからのICE、ボン中央駅へはベルリンから所要4時間20分の速達列車ICEスプリンター、ウィーンからシュトゥットガルトなどを経由するICE、インスブルック、ブリュッセル、アムステルダムからの夜行列車ÖBBナイトジェットが乗り入れている。
道路経由
幹線高速道路である3号線から伸びる複数の支線が市内に接続しており、欧州各都市から長距離高速バスが乗り入れている。旅行時間は、ブリュッセルから3時間、フランクフルトからは1時間30分である。
航路経由
ボンの河港には、遠くはマインツ、近くはケルンから、旅客船が運行されている。

## 歴史
古代はローマ帝国城塞の城下町として、中世は聖職領邦の首都として、近代はボン大学を中心とした学園都市として発展した。戦後、西ドイツの暫定首都として国際舞台に登場し、ベルリン遷都後は国際機関が集まる国際都市となった。

### 城塞都市
ローマ帝国は、紀元前58年から始まったガリア戦争で、ライン川西岸を支配するに至った。東岸からの攻撃に備え、幾つもの軍団が西岸に配置され、紀元前48年に創設された第1軍団ゲルマニカ（羅: Legio I Germanica）は当地に城塞を構え、門前には街が形成された。この時期、当地はラテン語で「良い」を意味する「ボンナ（羅: Bonna）」と呼ばれ、「ボン（独: Bonn）」の語源となった。紀元後82年からは第1軍団ミネルウァ（羅: Legio I Minervia）が駐屯し、353年頃まで続いた。城塞は放棄されたが街は存続し続けた。

### 領邦首都
ケルン選帝侯（独: Kurfürst von Köln）のコンラート1世（独: Konrad I.）は1244年に、ボンに城壁、塔、寺院並びに墓地の整備を命じた。次侯のエンゲルベルト2世（独: Engelbert II.）は、1263年にケルンを追われ、ボンに居を構えた。以来、ボンは聖職領邦の首都として繁栄した。1689年のボン包囲戦で街が完全に破壊されると、その復興の過程でロココ調の街並みが形作られた。選帝侯宮殿（独: Poppelsdorfer Schloss）や市庁舎旧館（独: Altes Rathaus）など、今日に残る歴史的建造物の多くがこの時期に建設されたものである。1761年から1784年まで在位したマクシミリアン・フリードリヒ（独: Maximilian Friedrich）は、ボン大学（独: Rheinische Friedrich-Wilhelms-Universität Bonn）の前身となるケルン選帝侯領ボン・アカデミー（独: Kurkölnische Akademie Bonn）を設立するとともに、ボンで生まれたルートヴィヒ・ヴァン・ベートーヴェン（独: Ludwig van Beethoven）を支援した。1794年にフランス革命軍（仏: Armée révolutionnaire française）に占領され、領邦は消滅した。

### 暫定首都
戦後、米英仏の西側占領国からの西ドイツ国家樹立のための制憲要請に応えボンで開催されていた議会評議会に、西側占領国軍政府から西ドイツ国家にベルリンは含まれないことが伝えられ、議会評議会は新たな首都を選定する必要に迫られることとなった。1949年5月10日、議会評議会の票決は、33票がボン、29票がフランクフルトとなり、ボンが暫定首都に内定した。続く同年11月3日には、新たな選挙法に基づいて施行された総選挙を経て開かれた連邦議会の投票で、ボンが200票、フランクフルトが176票となり、ボンの暫定首都が確定した。ボンに選定された理由を、駐日ドイツ公使だったペーター・ロンドルフ（独: Peter Rondorf）は、第一にドイツの東西分裂をドイツ国民は諒承していないことを示すため敢えて小都市としたこと、第二にベルリンに首都を置いていた前体制の印象を拭うこと、第三に議会評議会議長のコンラート・アデナウアー（独: Konrad Hermann Joseph Adenauer）の自邸から近かったことを挙げた。ドイツ銀行総裁であったヘルマン・ヨーゼフ・アプス（独: Hermann Josef Abs）は、英国から、首都選定に際して自らの占領地域にあるボンを首都にするならば、ボンとその周辺の接収している地所を返還してもよいと持ちかけられたアデナウアーが、ボンを後押ししたと語っている。
ボン師範学校（独: Pädagogische Akademie Bonn）の校舎が連邦議事堂に、ルドルフ・ハンマーシュミット枢密商業顧問官別邸（独: Villa Hammerschmidt）が連邦大統領公邸に、シャウムブルク宮殿（独: Palais Schaumburg）が連邦首相官邸に再利用された。
しかし、ボンは「暫定首都」と位置づけられていたため、連邦政府は首都建設に必要な財政支援をほとんど行わなかった。そのため、首都としての都市建設に必要な経費の大部分を市の借款で賄わざるを得なかった結果、ボン市の一人当たり負債額は1950年代初めからノルトライン＝ヴェストファーレン州の都市の中で最高となった。一方で、都市の規模を大きくするため、1969年に南隣のバート・ゴーデスベルク及びライン川対岸のボイエルの2市並びに周辺8村を合併した。
1969年、連邦政府にヴィリー・ブラント（独: Willy Brandt）首班の革新政権が誕生し、東ドイツ国家容認の動きが始まると、恒久首都化を見据えた都市建設の機運が高まった。1970年7月15日に1970年ボン協定が結ばれ、連邦政府は「連邦政府の所在地」としてのボンの責務から生じる特別な負担の調整のために、1970年1月1日から1979年12月31日までの間、連邦目的の実現に要する経常経費への補助金ならびにボン市の投資経費への補助金および貸付けを保障することを義務付けられた。1975年9月11日には、「連邦首都としてのボンの継続的建設に関する協定」がボン、ノルトライン＝ヴェストファーレン州及び連邦の間に結ばれた。これは、国会所在地区および政府官庁所在地区の開発措置への財政的支援に関する協定である。これらの協定以外による財政支援も含め、1970年から1979年の間にボン市は連邦から総額9億DEMの財政支援を受けている。さらに、1980年3月18目には前述の1970年協定を10年間延長する1980年ボン協定が締結され、この協定はボンからベルリンヘの首都移転に至るまで実施された。

### 連邦都市

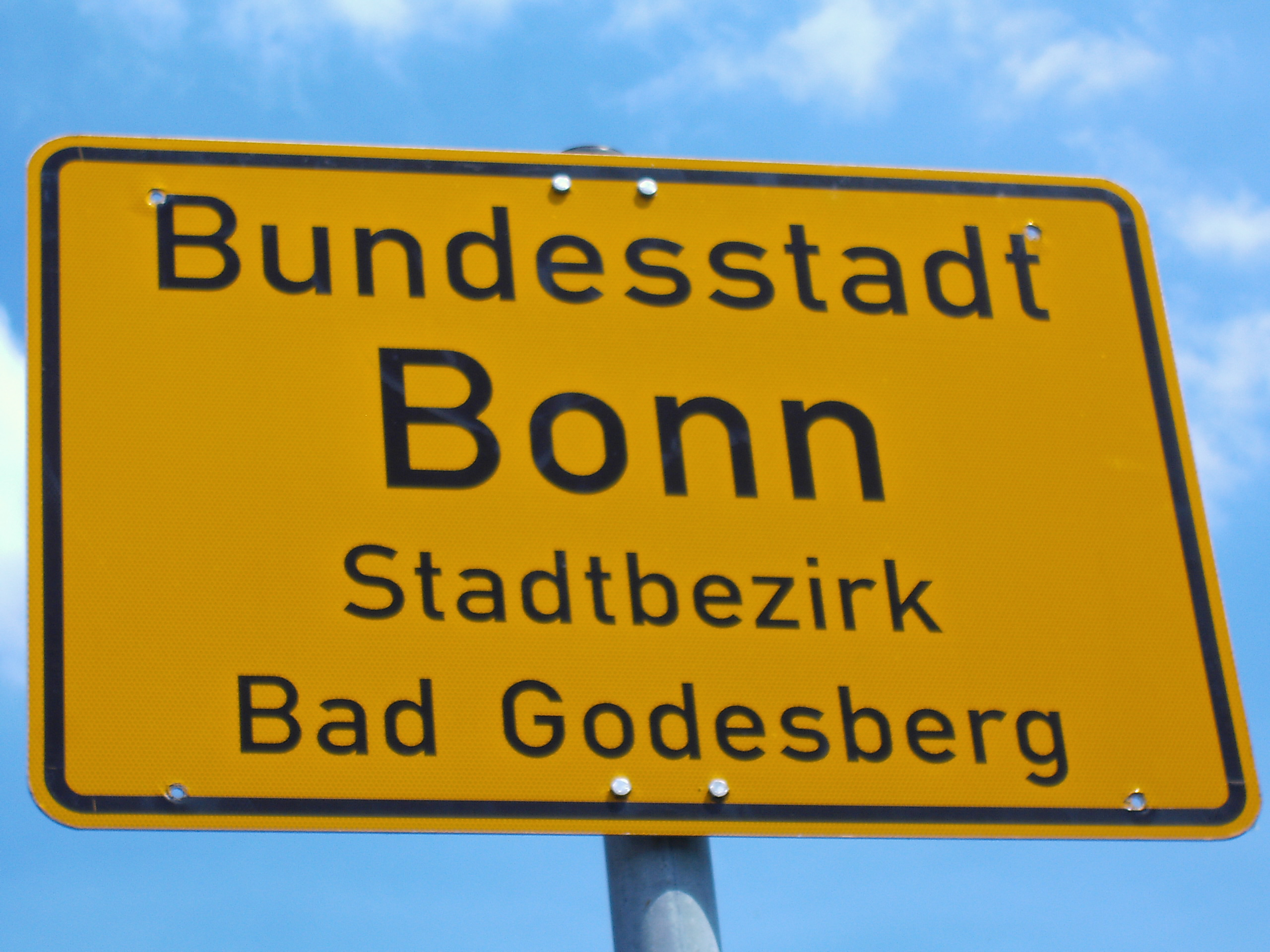
ボン地区境にある地名標識「連邦都市ボン　バート・ゴーデスベルク行政区」

1990年9月21日に発効した統一条約（独: Einigungsvertrag）によって、ベルリンを統一ドイツの首都とすることが確定した。連邦議会では1991年6月20にボン地域に首都機能の一部を残置する決議がなされ、ベルリン・ボン法（独: Berlin/Bonn-Gesetz）として法文化された。ベルリン・ボン法では、域内の雇用を連邦政府機関に大きく依存してきたボン地域に考慮し、ボン地域を首都に準ずる連邦都市（独: Bundesstadt）と位置づけ、連邦政府機能の半分を残すとともに、他地域の政府機関をボン地域に集約することで半減した雇用を補う措置が盛り込まれ、加えて必要な補償を行うとした。
1999年9月1日に連邦議会並びに連邦政府の一部がベルリンに移転した。両都市の連邦公務員数は、ボン地域に10,000人、ベルリンに8,500人となり、ベルリン・ボン法が遵守された格好となった。これには、連邦の公務員配置における出身者優先主義が大きく係っており、中・下級官吏は所在する州の出身者を採用せねばならず、ボン地域とベルリンで省庁を越えた人材の融通が図られたが、少なからざる人数がボン地域に残留した。しかし、連邦政府の行政改革による効率化並びに二都体制の不効率から、早くも2008年にはボン地域の連邦公務員数の割合が50%を下回った。ベルリンへの集中化傾向は止まらず、2015年のボン地域の割合は約37%まで減少した。

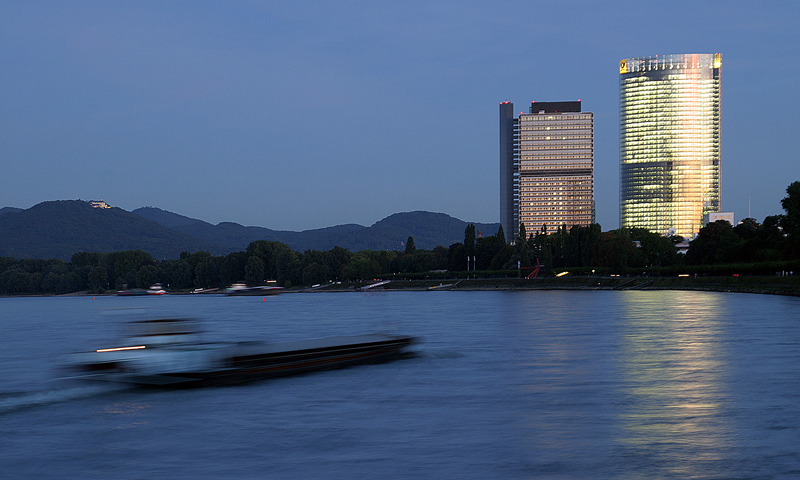
国連機関が入居する旧連邦議員会館とドイツ・ポスト本社

ベルリン・ボン法は、ボン地域の経済を下支えするのみならず、自立的発展を促すこととされ、連邦政府は1995年からの10年間で14億3千万EURの資金を投入し、特に国際機関の誘致、科学・文化拠点の醸成に用いられた。連邦議会施設の大部分を国際連合（UN）に提供するとともに、ボン地域への国際会議誘致に注力した。ボン＝ライン＝ジーク応用科学大学（独: Hochschule Bonn-Rhein-Sieg）の設置や先進ヨーロッパ調査研究センター（英: Stiftung Center for Advanced European Studies and Research・CAESAR）の誘致に加え、郵政省のボン残置により情報通信技術産業が集積された。デジタル・ベートーヴェン＝ハウス（独: Digitales Beethoven-Haus）やベートーヴェン文化芸術財団（独: Beethovenstiftung für Kunst und Kultur）も設立した。連邦政府は、これらのベルリン・ボン法に基づく措置の成否検証結果を報告書にまとめ、ボン地域は連邦公務員の減少傾向が続くにもかかわらず、人口、出生率、就業者、労働生産性、可処分所得及び失業率などの各指標から、当初の目的以上の成果が確認できたとしている。

## 教育

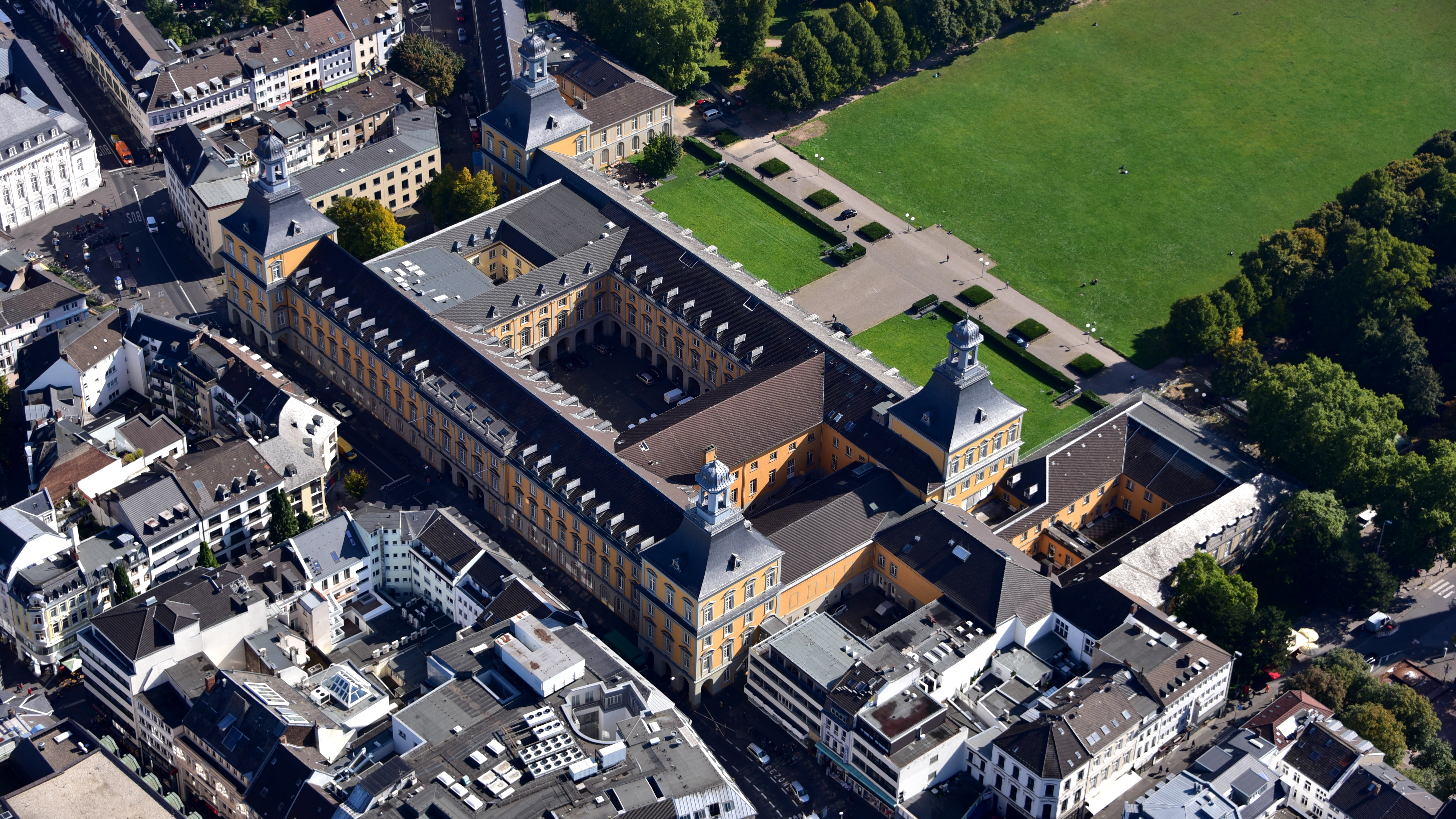
ボン大学の校舎として利用されている選帝侯宮殿

ボン大学（独: Rheinische Friedrich-Wilhelms-Universität Bonn）は、ルートヴィヒ・ヴァン・ベートーヴェン（独: Ludwig van Beethoven）、カール・マルクス（独: Karl Marx）、フリードリヒ・ヴィルヘルム・ニーチェ（独: Friedrich Wilhelm Nietzsche）、ヴィルヘルム2世（独: Wilhelm II.）らが学んだ歴史ある学校で、若き日のベネディクト16世 （羅: Benedictus XVI）が教鞭をとっていたこともある。ボン＝ライン＝ジーク応用科学大学（独: Hochschule Bonn-Rhein-Sieg）は、ベルリン・ボン法に基づく科学拠点化の一環で1995年に設置された。金融経営応用科学大学（独: Hochschule für Finanzwirtschaft & Management）はドイツ貯蓄銀行協会（独: Deutscher Sparkassen- und Giroverband）が設立した私学である。

## 音楽

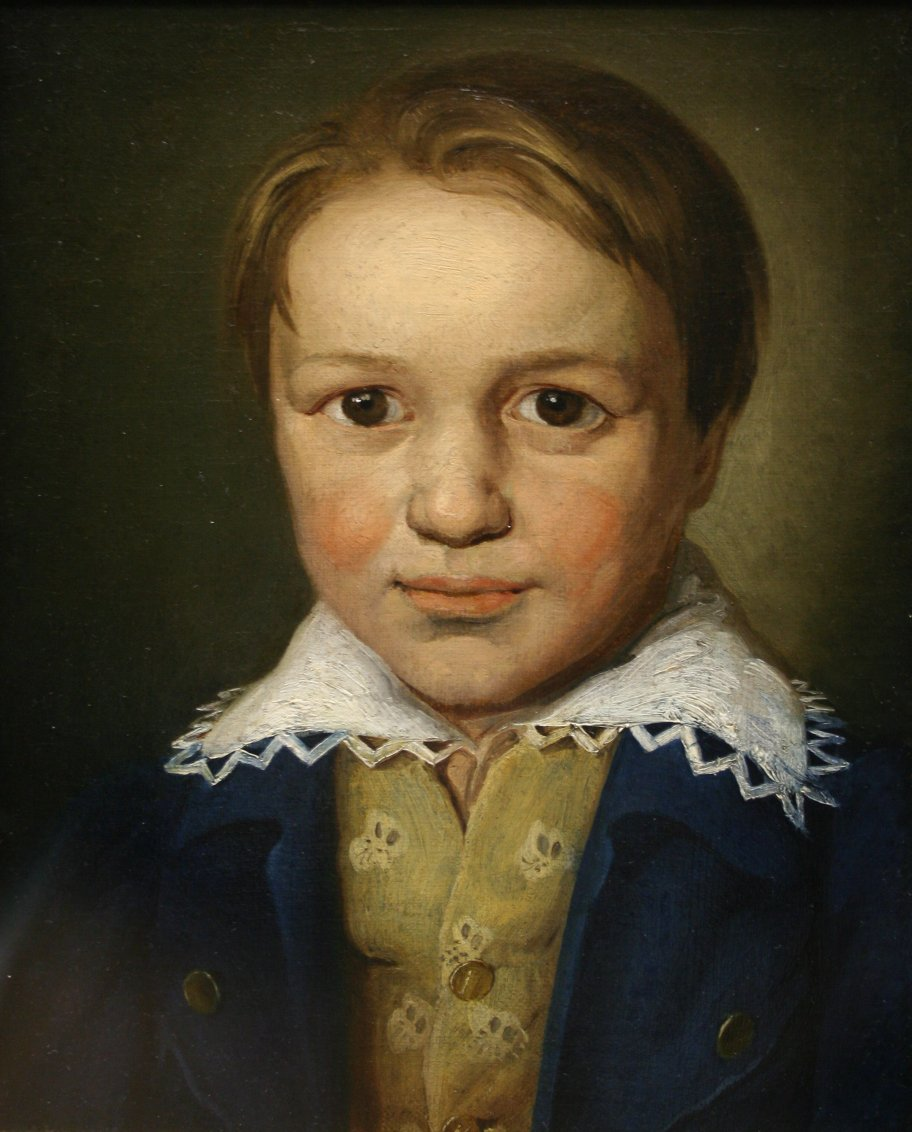
幼少期のベートーヴェンとされる肖像画

ボンは、ルートヴィヒ・ヴァン・ベートーヴェン（独: Ludwig van Beethoven）生誕の地、ロベルト・アレクサンダー・シューマン（独: Robert Alexander Schumann）終焉の地として知られる。早くからベートーヴェンの才能を見出していた領主で選帝侯のマクシミリアン・フランツ（独: Maximilian Franz Xaver Joseph Johann Anton de Paula Wenzel von Österreich）に保護され、『ドレスラーの行進曲による9つの変奏曲（独: Neun Variationen über einen Marsch von Ernst Christoph Dressler）』や『選帝侯ソナタ（独: Kurfürstensonaten in Es-Dur, f-Moll und D-Dur）』などを作曲している。選帝侯マクシミリアン・フランツの実兄は、ウイーンに座する神聖ローマ皇帝ヨーゼフ2世（独: Joseph II.）であり、ベートーヴェンのウイーン進出を助けた。シューマンは最晩年をボンの病院で過ごした。この病院でシューマンは、ニコロ・パガニーニ（伊: Niccolò Paganini）の『24のカプリス（伊: 24 Capricci）』用のピアノ伴奏付け、ヨーゼフ・ヨアヒム（独: Joseph Georg Maria Joachim）の『序曲ウィリアム・シェイクスピアのヘンリー四世（独: Ouvertüre zu William Shakespeares Heinrich IV.）』のピアノ編曲をしている。今日では、両氏を記念して、それぞれの名を冠した音楽祭が毎年開かれている。ボン・ベートーヴェン音楽祭（独: Beethovenfest Bonn）は、複数の著名なオーケストラや気鋭の若手演奏家らを招き、4週間にわたり70を超える演奏会が開催される。ボン・シューマン音楽祭（独: Bonner Schumannfest）は、気鋭の若手に演奏機会を与える場となっている。

## スポーツ
野球球団のボン・キャピタルズ（独: Bonn Capitals）は、1部リーグ（独: Baseball-Bundesliga）の強豪で、2015年からの8年間で地区優勝7回、総合優勝2回の成績を収めている。2018年には地区リーグ戦を無敗で優勝、2度目の総合優勝を決めた2022年は、傘下の女子ソフトボール・チームも総合優勝し、二冠独占を達成した。バスケット・ボール・チームのテレコム・バスケッツ・ボン（独: Telekom Baskets Bonn）は1部リーグ（独: Basketball-Bundesliga）の常連だが、長年チームを支えてきたドイツ・テレコム（独: Deutsche Telekom）が支援を2024年に終了すると発表したことから、窮地に立つこととなった。

## 産業

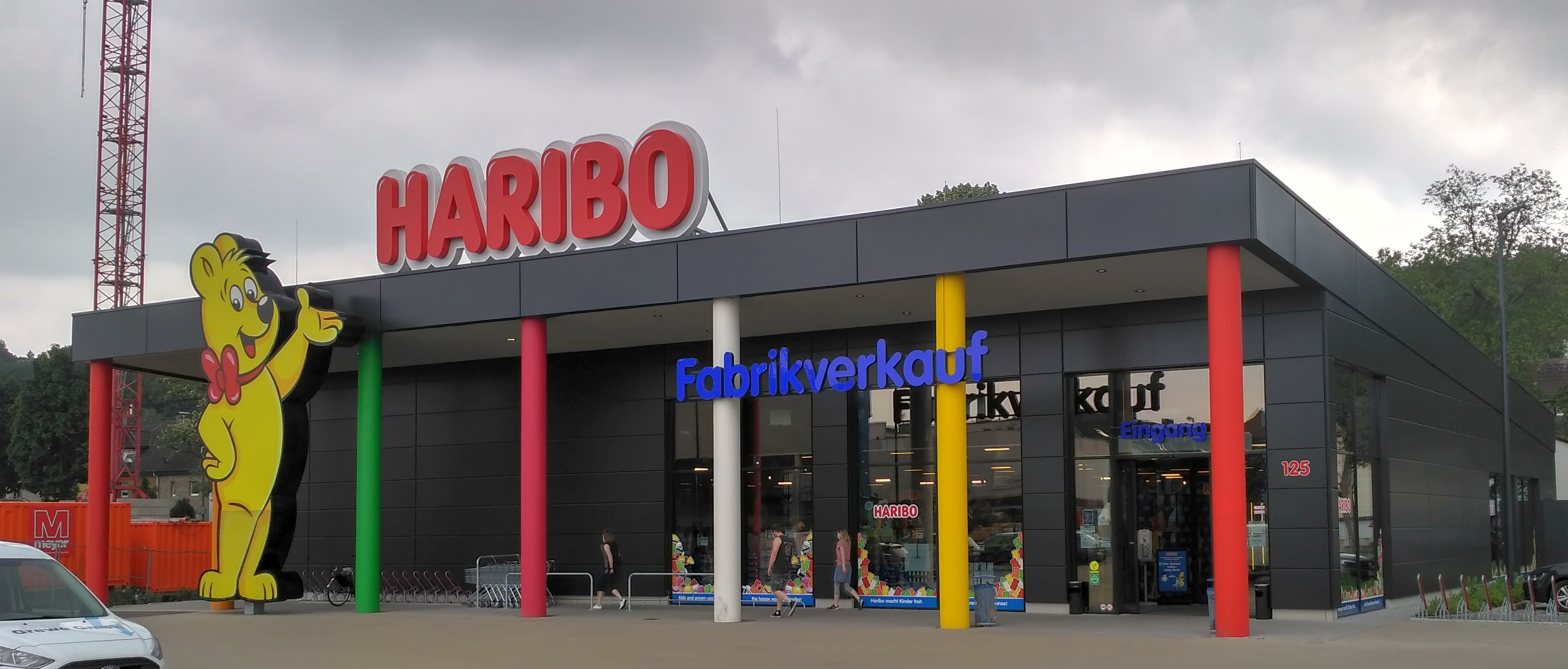
ハリボーの工場直売所

第三次産業の従事者が92.8%を占めるボンにあって、菓子製販会社ハリボー（独: HARIBO）の本社工場は稀少な存在である。ボンで発祥した同社は、世界で初めて且つ最も多くのグミボンボンを製造販売し、工場直売所では型崩れ品を安価で放出しており、秋には製品と無料で交換することで集めたドングリを、餌が減る冬季に鹿や猪などの野生動物に与えている。

## 政府

ボンの行政区画

ベルリン・ボン法に基づく「連邦都市」と位置付けられ、連邦政府より特別な財政措置がなされているが、都市州とは異なり司法は州政府が担っている。民選の市長の任期は5年で、市長は市議会を置く。1969年の市町村再編以降、市域は4つの行政区に分けられるが、区長は官選であり区議会はない。行政区のうちボン行政区、バート・ゴーデスベルク行政区及びボイエル行政区の区域は、再編前のそれぞれの旧市域とほぼ同じである。動物福祉にも力を入れており、24時間稼働の動物救助専用機動車が配備され、その年間出動回数は800回に達する。

### 外交
近年は、自治体外交の概念を発展させ、伝統的な姉妹都市提携ではなく、具体的な事業実施に着目した協力都市提携の推進を目指している。
国際交流
1988年には当時は東ドイツの都市だったポツダムと姉妹都市提携を結んでいる。また、連邦経済協力開発省が提唱するパレスチナ都市との協力都市締結増進に賛同し、2017年にラマラと締結した。
- ボン行政区 - 戦後、英国軍はヤルタ会談に基づき、ボンを占領統治下に置いた。ボンの統治を担当したエドワード・ブラウン大佐は、ボンが自身の出身地であるオックスフォードと同じ学園都市であることに着目し、上官であるアレック・ビショップ少将と謀り、1947年にオックスフォードとの姉妹都市提携を結んだ[62][63]。1969年のボン市域拡大後は、提携は市からボン行政区に移った[63]。1991年にはハンガリーのブダペストのブダフォク＝テーテーニー地区と、1997年にはポーランドのオポレとも姉妹都市提携を結んだ[64][65]。
- バート・ゴーデスベルク行政区 - 合併前のバート・ゴーデスベルクは、1957年にイタリアのフラスカーティ及びフランスのサン＝クルーと[66][67]、1960年に英国のバークシャーのウィンザー・アンド・メイデンヘッド王立自治区と[68]、1965年にベルギーのコルトレイクと[69]姉妹都市提携を結び[70]、1969年にトルコのヤロバ及び当時は東ベルリンの地区だったシュテグリッツと[71][72]友好都市提携を結んだ[70]。その関係は自治区に引き継がれた[70]。
- ボイエル行政区 - 合併前のボイエルは、1969年にフランスのミルクールと姉妹都市提携を結び、その関係は自治区に引き継がれた[73]。
- ハルトベルク行政区 - 合併前のデュースドルフは、1967年にフランスのヴィルモンブルと姉妹都市提携を結び、その関係はデュースドルフを内包したハルトベルク自治区に引き継がれた[74]

国際協力
先ずは、1983年にイスラエルのテル・アビブ＝ヤフォと学生交換に関する協力都市提携を結んだ。近年は、持続可能性志向の協力都市提携を、ウズベキスタンのブハラ、ガーナのケープ・コースト、中国の成都、ボリビアのラ・パス、ベラルーシのミンスク及びモンゴルのウランバートルと結んでいる。また、連邦経済協力開発省が提唱するパレスチナ都市との協力都市締結増進に賛同し、2017年にラマラと締結した。

## 地勢
ライン川沿いに位置する。50キロほど南東にコブレンツ、25キロほど北西にケルン、35キロほど北にレーヴァークーゼンが位置している。

## 気候
ケッペンの気候区分では西岸海洋性気候（Cfb）に属する。北緯は樺太などと同じで、夏季は21時過ぎまで明るいが、冬季は10時頃になってようやく明るくなり、16時頃にはもう暗くなる。北大西洋海流及びライン川の影響で温暖であるが、冬季は長い夜に加え、厚い雲に太陽が遮られる日が多く、寒ければ雪になるものが、暖かいので雨となるので陰鬱である。
| ボンの気候                                                                             | ボンの気候   | ボンの気候   | ボンの気候  | ボンの気候   | ボンの気候   | ボンの気候   | ボンの気候  | ボンの気候   | ボンの気候   | ボンの気候   | ボンの気候   | ボンの気候   | ボンの気候    |
| 月                                                                                     | 1月          | 2月          | 3月         | 4月          | 5月          | 6月          | 7月         | 8月          | 9月          | 10月         | 11月         | 12月         | 年            |
| -------------------------------------------------------------------------------------- | ------------ | ------------ | ----------- | ------------ | ------------ | ------------ | ----------- | ------------ | ------------ | ------------ | ------------ | ------------ | ------------- |
| 平均最高気温 °C （°F）                                                                 | 4.9 (40.8)   | 6.1 (43)     | 9.9 (49.8)  | 14.4 (57.9)  | 18.1 (64.6)  | 21.3 (70.3)  | 23.2 (73.8) | 22.7 (72.9)  | 19.2 (66.6)  | 14.6 (58.3)  | 9.2 (48.6)   | 5.8 (42.4)   | 14.12 (57.42) |
| 日平均気温 °C （°F）                                                                   | 2.7 (36.9)   | 3.0 (37.4)   | 5.9 (42.6)  | 9.9 (49.8)   | 13.9 (57)    | 17.1 (62.8)  | 19.0 (66.2) | 18.5 (65.3)  | 15.1 (59.2)  | 11.3 (52.3)  | 6.8 (44.2)   | 3.6 (38.5)   | 10.57 (51.02) |
| 平均最低気温 °C （°F）                                                                 | 0.5 (32.9)   | 0.2 (32.4)   | 2.0 (35.6)  | 5.0 (41)     | 9.1 (48.4)   | 12.3 (54.1)  | 14.5 (58.1) | 14.2 (57.6)  | 11.2 (52.2)  | 8.2 (46.8)   | 4.4 (39.9)   | 1.5 (34.7)   | 6.93 (44.48)  |
| 雨量 mm （inch）                                                                       | 70.0 (2.756) | 60.0 (2.362) | 64.0 (2.52) | 54.0 (2.126) | 67.0 (2.638) | 76.0 (2.992) | 79.0 (3.11) | 85.0 (3.346) | 68.0 (2.677) | 69.0 (2.717) | 73.0 (2.874) | 82.0 (3.228) | 847 (33.346)  |
| 平均降雨日数                                                                           | 10           | 9            | 10          | 9            | 9            | 9            | 10          | 9            | 9            | 9            | 10           | 12           | 115           |
| 平均日照時間                                                                           | 3.4          | 4.4          | 5.9         | 8.4          | 9.2          | 10.0         | 10.3        | 9.2          | 7.0          | 5.3          | 3.8          | 3.1          | 6.67          |
| 出典：Climate-Data.org（1991年から2021年の平均。日照時間のみ1999年から2019年の平均。） |              |              |             |              |              |              |             |              |              |              |              |              |               |

## 出身の著名人
- ルートヴィヒ・ヴァン・ベートーヴェン - 作曲家
- セリア・シャシッチ - サッカー選手
- ブシドー - ラッパー
- ヨハネス・B・ケルナー - スポーツキャスター
- ヨハンナ・キンケル - 作曲家・ピアニスト・合唱指揮者・ 音楽教師・ジャーナリスト・作家・歴史家・革命家
- ペーター・ヨーゼフ・レンネ - 作庭家
- トーマス・デメジエール - 政治家
- ハイデ・ジモーニス - 政治家
- ハンス・リーゲル(Hans Riegel) - 製菓会社ハリボー創業者

## 脚註

### 註釈
1. 1 2  数値は2020年4月現在[1]。
2. ↑  数値は2021年6月30日現在[1]。
3. ↑  1948年7月1日、西側占領国軍政府は占領11州の州首相に、連邦制国家を創設する民主的憲法を起草する憲法起草会議（後の議会評議会）を設けるよう要請した。先ずはどこで会議を開くかが問題となった。同年8月13日、電話による投票の結果は、8票がボン、2票がカールスルーエ、1票がツェレであった[16]。
4. ↑  後に西ドイツ初代首相となるコンラート・アデナウアーは1946年に、「仮にソ連がベルリンを占領していなくとも、ドイツの政治の中心をベルリンからいかなる事情があっても他へ移す努力をしなければならない」と語り、同じ頃、後に連邦議会初代副議長となるカルロ・シュミットも「ベルリンの中央集権主義はわれわれドイツ人によくはなかった。ベルリンは再生されてはならず、ベルリンがもう一度首都になるかどうか議論しなければならない」との談話を発表している[16]。
5. ↑  週刊誌『デア・シュピーゲル』が、議会評議会議長のコンラート・アデナウアーは自邸があるルンドルフに近いというだけで暫定首都候補都市にボンを推していると報じ、広く知られるようになった[16]。
6. ↑  1970年ボン協定の正式名は「連邦政府の所在地としての都市建設およびこれに付随した特別な負担の調整に関する連邦、ノルトライン＝ヴェストファーレン州およびボン市の協定」という[24]。
7. ↑  ボン首都圏は40余年間で拡大し、ボン市域のほか、外縁部のライン＝ジーク郡及びラインラント＝プファルツ州アールヴァイラー郡も含まれるようになった[18]。
8. ↑  ベルリン・ボン法の正式名は「1994年5月6日にドイツ統一のための1991年6月20日の連邦議会の決議実施に関する法律（独: Gesetz zur Umsetzung des Beschlusses des Deutschen Bundestages vom 20. Juni 1991 zur Vollendung der Einheit Deutschlands）」という[27][28]。
9. ↑  報告書の正式名は「1991年6月20日の連邦議会の決議を実施するための1994年4月26日のベルリン・ボン法によるドイツ統一の完遂のためのベルリンへの移転並びにボン補償に関する連邦政府長官への報告書（独: Bericht der Beauftragten der Bundesregierung für den Berlin-Umzug und den Bonn-Ausgleich zum Sachstand der Umsetzung des Gesetzes zur Umsetzung des Beschlusses des Deutschen Bundestages vom 20. Juni 1991 zur Vollendung der Einheit Deutschlands vom 26. April 1994）」という[32]。
10. ↑  ハリボー（独: HARIBO）という社名は、創業者のヨハン・ハンス・リーゲル（独: Johann „Hans“ Riegel）と、創業地ボン（独: Bonn）を組み合わせた造語である[51]。
11. ↑  2022年にBeethoven-Orchester Bonnの神戸での公演を企画したキョードー大阪は、「Beethoven-Orchester Bonn」を「ボン・ベートーヴェン交響楽団」と邦訳している[78]。